# Amsterdam Open Air
Amsterdam Open Air is een Nederlands festival dat sinds 2011 jaarlijks in het Amsterdamse Gaasperpark gehouden wordt. Amsterdam Open Air is een festival van AIR Events/ID&T.

## Geschiedenis
Op 4 juni 2011 werd de eerste editie van Amsterdam Open Air gehouden in het Gaasperpark in Amsterdam. Sindsdien heeft het festival jaarlijks plaatsgevonden in het eerste weekend van juni. Behalve in 2012, toen vond het festival plaats in mei. Amsterdam Open Air staat bekend als het eerste zonovergoten festival weekend van het jaar. Vaak wordt het festival afgekort met AOA of AOA gevolgd door het betreffende jaar, AOA2018 bijvoorbeeld. In de volksmond korten velen het festival af als ‘Open Air’. Op de eerste editie van het festival na, hebben alle edities op een zaterdag en zondag plaatsgevonden. De eerste editie vond alleen op een zaterdag plaats.

### Amsterdam Open Air by Night
'Amsterdam Open Air - Inbetweener' is in het leven geroepen om een nachtprogramma te bieden tussen de twee festival dagen. Vanwege het feit dat veel DJ's voor het festival in de stad zijn en er behoefte is aan meer nachtelijke programmering, is vervolgens 'Amsterdam Open Air by Night' in het leven geroepen. Hierbij wordt een nachtprogramma aangeboden.

### AOA Festival Essentials Pop-Up Store
In 2015 en 2016 opende Amsterdam Open Air samen modemerk Isabelli een pop-up winkel in Amsterdam Centrum. Hier waren zogenoemde 'Festival Essentials' te verkrijgen zoals Amsterdam Open Air merchandise, brillen, tassen en festival-proof kleding, geleverd door in Amsterdam gevestigde kledingmerken.

### Camping
Sinds 2013 is er een camping toegevoegd aan het festival om zo de bezoekers van het festival die buiten Amsterdam wonen te kunnen accommoderen. Daarnaast draagt het natuurlijk ook bij aan een extra festival gevoel. De camping bestaat uit vooropgezette tenten, cabins en plek om je eigen tent op te zetten. Gedurende de nacht en dag zijn er allerlei activiteiten op de camping zoals muziekoptredens, yoga sessies en make-up artiesten die je klaarmaken voor het feestje.

## Edities en podia
Amsterdam Open Air is een afspiegeling van het Amsterdamse nachtleven en jongerencultuur. Zo is er altijd een mix van verschillende muziekgenres en voeren daarnaast kunst en mode de boventoon. De verschillende muziekgenres worden naar voren gebracht door middel van stage-hosts, ook wel 'Friends of AOA' genoemd. Deze samenkomst en samenwerking van de op dat moment in Amsterdam werkende, populairste organisaties wordt 'A Collaboration of Friends' genoemd.
| Jaar | Datum       | Naam                    | Podia |
| 2011 | 4 juni      | Amsterdam Open Air      | Apenkooi, Carnivale, FORMAT, GirlsLoveDJs, Nachtspelen, PLAK, Vage Gasten |
| 2012 | 26 & 27 mei | Amsterdam Open Air      | Apenkooi, Cable, Carnivale, FORMAT, GirlsLoveDJs, Lazy Sundays, Midnight Freaks, Nachtspelen, PLAK, Pleinvrees, 22Tracks |
| 2013 | 8 & 9 juni  | Amsterdam Open Air 2013 | Apenkooi, BAWS, Carnivale, Chasing the Hihat, Diepzinnig, FORMAT, GirlsLoveDJs, MTV Open Air Stage, Nachtspelen, PLAK, SFFRMRS, STRAF_WERK |
| 2014 | 7 & 8 juni  | Amsterdam Open Air 2014 | Apenkooi, BAWS, FORMAT, GirlsLoveDJs, Jongens vd Wereld, MTV Open Air Stage, PaardenKracht, PLAK, SFFRMKRS, STRAF_WERK, Super Social, Tomorrow Is Now, Kid!, WEITER                                                                               |
| 2015 | 6 & 7 juni  | Amsterdam Open Air 2015 | Disco Dolly, Enlightenment by Radio Noet Noet, FORMAT, KLEAR, Lotgenoten, Open Air by MTV, STRAF_WERK, Tomorrow Is Now, Kid!, Voyage Direct, Vunzige Deuntjes, Yours Truly, WEITER                                                                |
| 2016 | 4 & 5 juni  | Amsterdam Open Air 2016 | Africa's Epic Sounds, FORMAT, GirlsLoveDJs, KLEAR, Kris Kross Amsterdam, Lotgenoten, Open Air by MTV, Slapfunk records, Star Sign Island, STRAF_WERK, The Pineapple Club, Vunzige Deuntjes, Yours Truly                                           |
| 2017 | 3 & 4 juni  | Amsterdam Open Air 2017 | 44Bass, Afrolosjes & Friends Soundsystems, Arabic by Night, Colourizon, Dansé Dansé, FORMAT, GirlsLoveDJs, Happy Feelings, Mrs Mokum, Our Society, Selected by Elias Mazian, Slapfunk Records, STRAF_WERK, Super Social, Vunzige Deuntjes, WEITER |
| 2018 | 2 & 3 juni  | Amsterdam Open Air 2018 | Afrolosjes, Balearic Island, Cartel, Daily Paper, De Omroep, Fiesta Macumba, Kris Kross Amsterdam, LAPA, NGHTDVSN, Open Air, Selected by Juan Sanchez, Slapfunk Records, STRAF_WERK, Vault Sessions                                               |